# Modisimus simoni
Modisimus simoni är en spindelart som beskrevs av Huber 1997. Modisimus simoni ingår i släktet Modisimus och familjen dallerspindlar.
Artens utbredningsområde är Venezuela. Inga underarter finns listade i Catalogue of Life.